# Манфред I (маркиз Туринський)
Манфред I або Магінфред (помер прибл. 1000) — другий маркіз Туринський з династії Ардуїнічів з 977 року до своєї смерті.

## Біографія
Манфред був старшим сином Ардуїна Глабера, від якого він успадкував Ауріатске Ауріате та величезну Туринську марку. Марка простягалася від долини Сузи через Альпи на південь через річку По до Лігурійського моря. Хоча він правив майже двадцять п'ять років, у збережених джерелах мало свідчень про його діяльність. За його правління Павія стала торговим містом. Він також контролював дорогу між Генуєю та Марселем.

## Родина
Манфред одружився з Прангардою, дочкою Адальберта Атто з Каносси, ймовірно, після 962 року. З Прангардою у Манфреда було кілька дітей, зокрема:
- Ульрік Манфред
- Алрік
- Отто
- Атто
- Гюго
- Відо

Гундульф, батько святого Ансельма Кентерберійського, можливо, був одним із його синів або онуків. 